# S’More

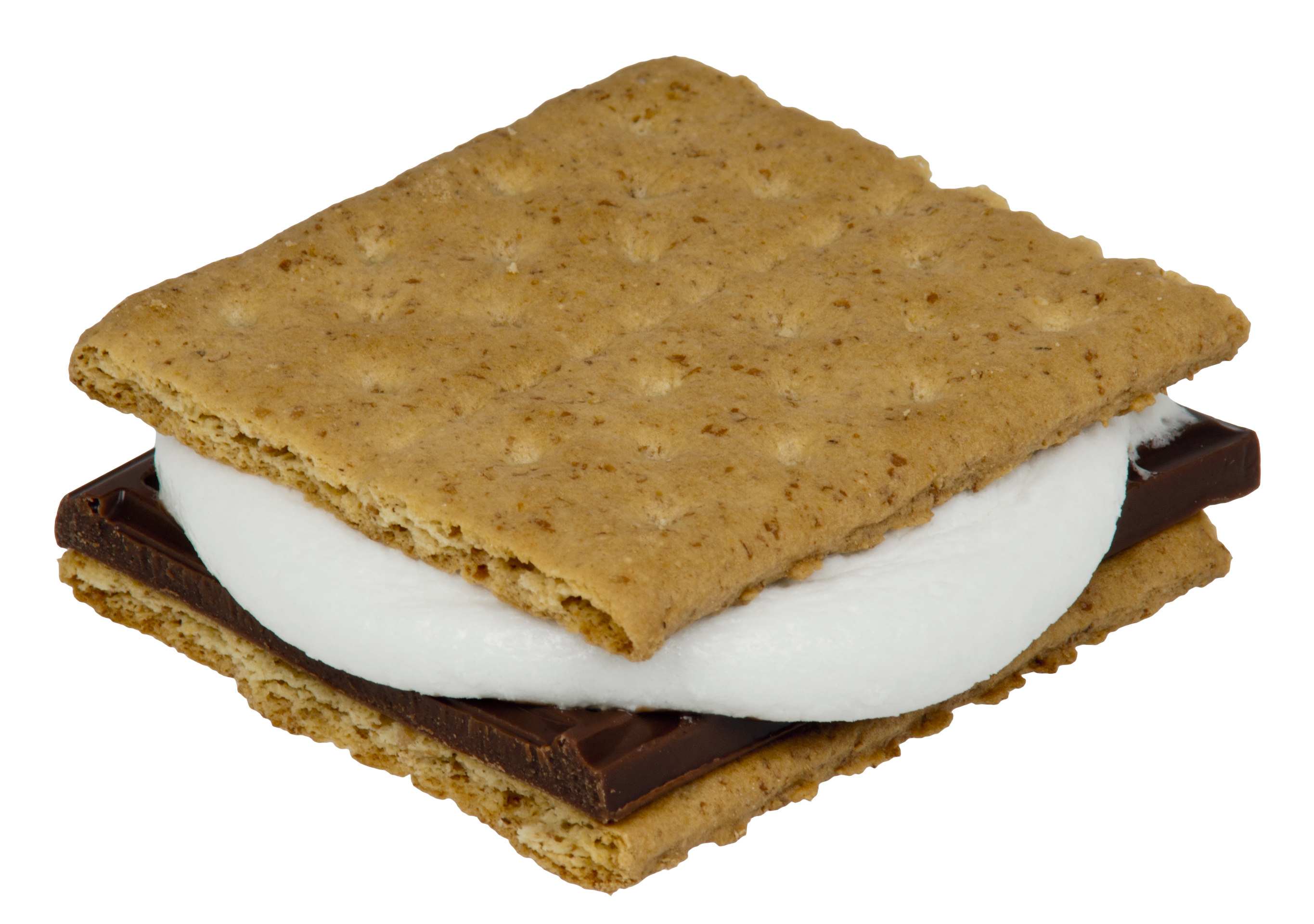
S’More

Ein S’More [smɔəɹ] ist ein Lagerfeuer-Snack in den USA und Kanada. Er besteht aus einem Stück schmelzender Schokolade und einem gerösteten Marshmallow eingebettet in zwei Graham Cracker.

## Etymologie und Herkunft

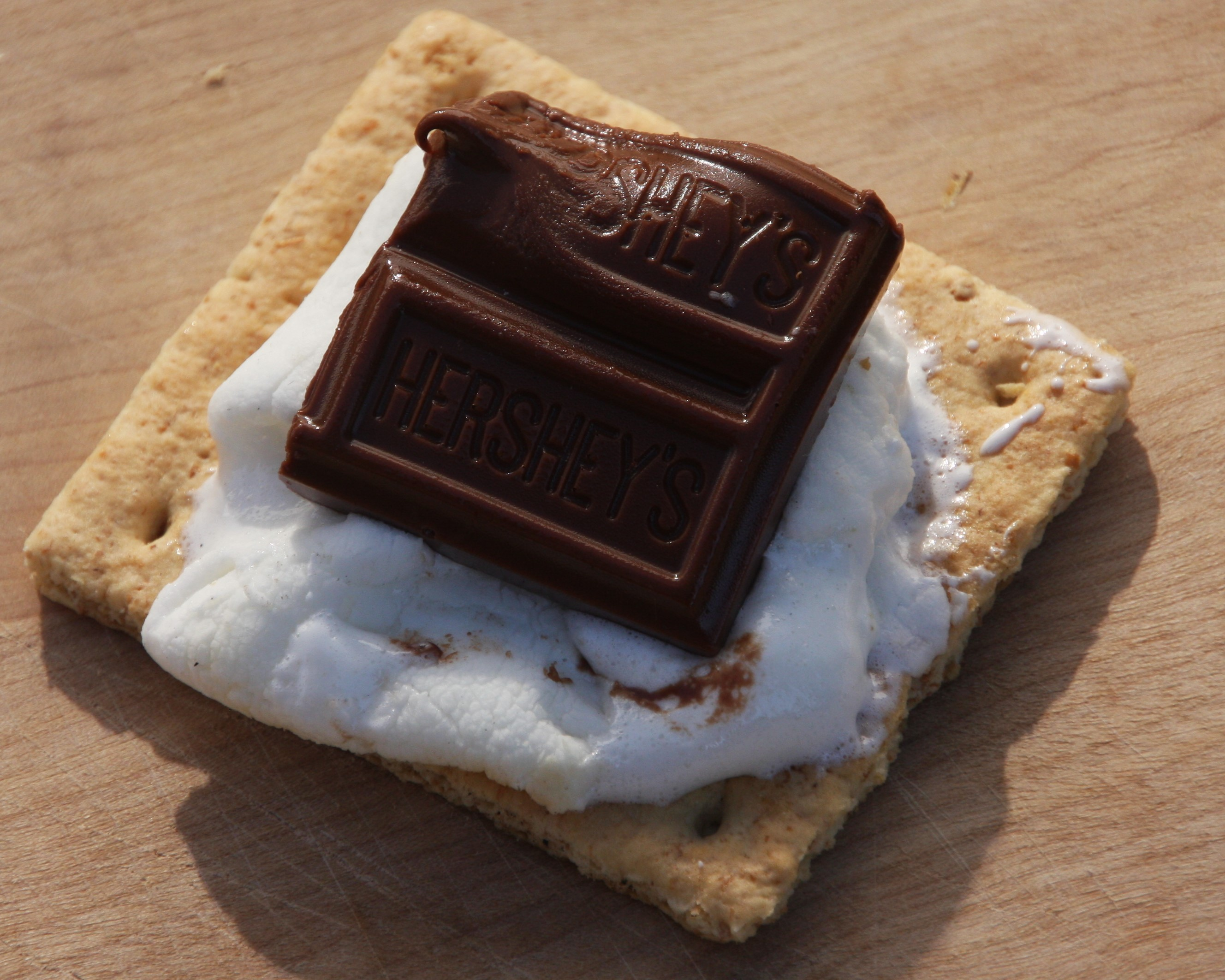
Ein unfertiger S’More mit einem Marshmallow aus der Mikrowelle

Der Begriff S’More scheint eine Verschmelzung der beiden englischen Wörter „some more“' zu sein, was so viel bedeutet wie „etwas mehr“. Erstmals fand das Rezept Erwähnung in der 1927 erschienenen Publikation Tramping and Trailing with the Girl Scouts. Doch bleibt die Herkunft unklar und strittig. Von einer Scoutgruppe werden sie schon 1925 beschrieben. Merriam-Webster markiert das Jahr 1974 als erstmalige Verwendung der S’Mores, obwohl dieser in vielen Girl Scout-Publikationen bis 1973 beschrieben wird. Ein Rezept aus dem Jahr 1956 verwendet den Namen S’Mores in eben der exakten Schreibweise und gibt die Zutatenliste mit „2 Graham Cracker, einem gerösteten Marshmallow und einem halben Schokoriegel (in diesem Fall ist wohl der Hershey Milk Chocolate Bar gemeint)“ an. Im Jahr 1968 gab Clarice Nelms das Rezept für einen S’More an:

„Man platziere einen Block (die Hälfte eines Hershey Bars ergibt ein Quadrat) Schokolade auf einem Graham Cracker, darauf platziere man den heißen, gerösteten Marshmallow und darauf dann den zweiten Graham Cracker. Das sollte man dann leicht zusammenpressen und man will one s’more.“

## Variationen und Abwandlungen
Viele verschiedene Süßigkeiten verwenden S’Mores als Bezeichnung ihrer eigenen Eigenschaften. Jedoch werden die wenigsten davon tatsächlich heiß gegessen. Ein berühmter Ableger ist der Schokoriegel Hershey’s S’Mores Bar.
Außerdem gibt es eine S’Mores-Variante von Kellogg’s Pop-Tart und den S’mores Frappuccino bei Starbucks.

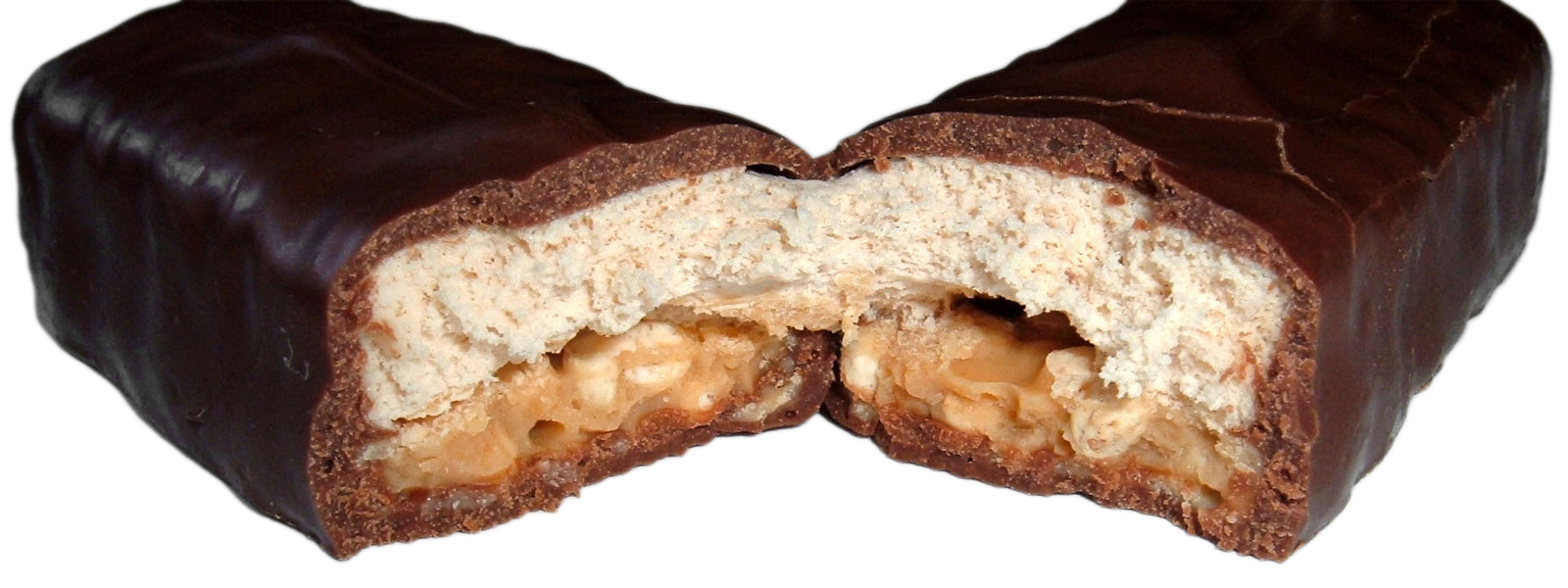
Hershey’s S’mores inside
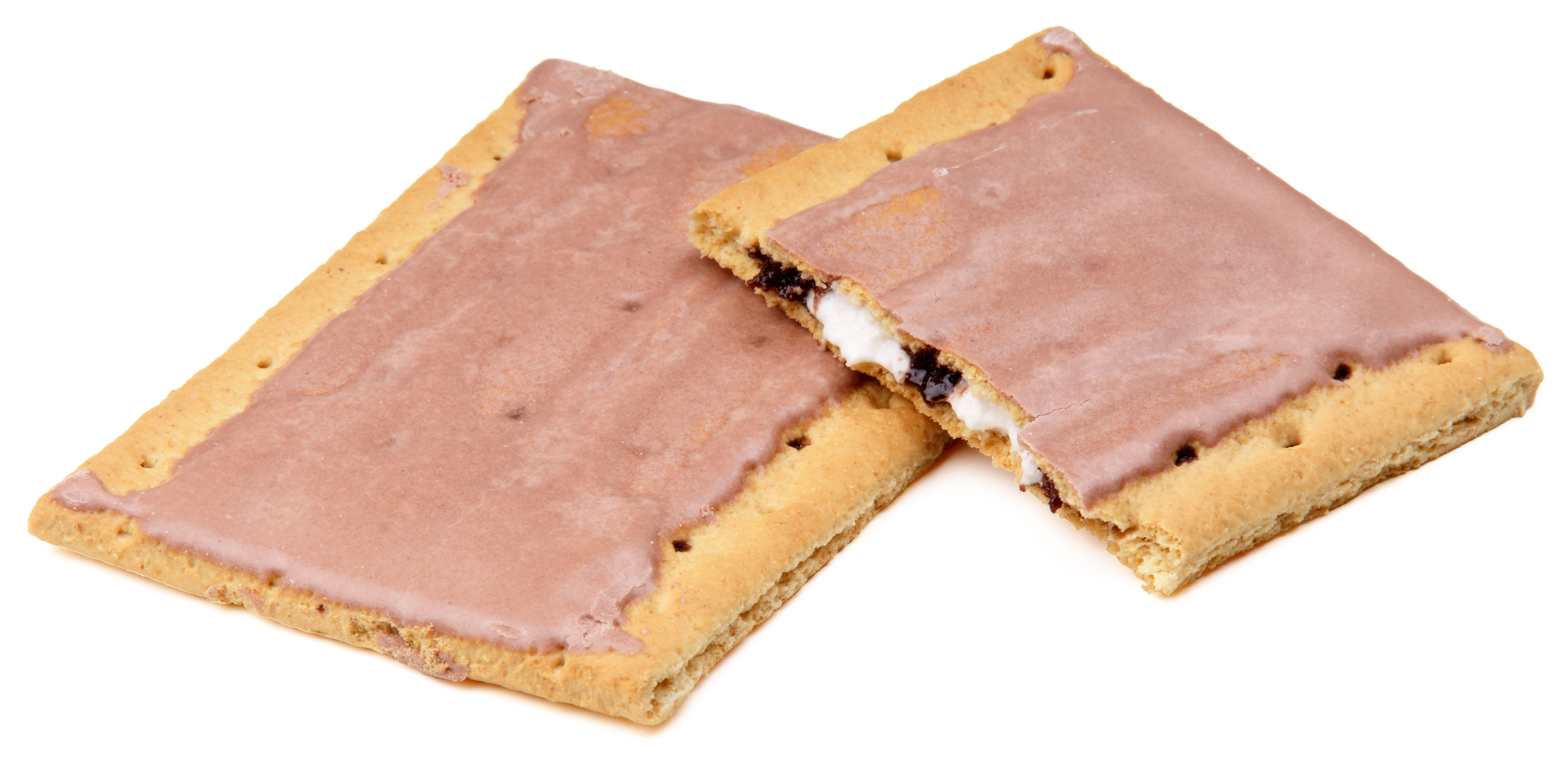
S’Mores Pop-Tarts
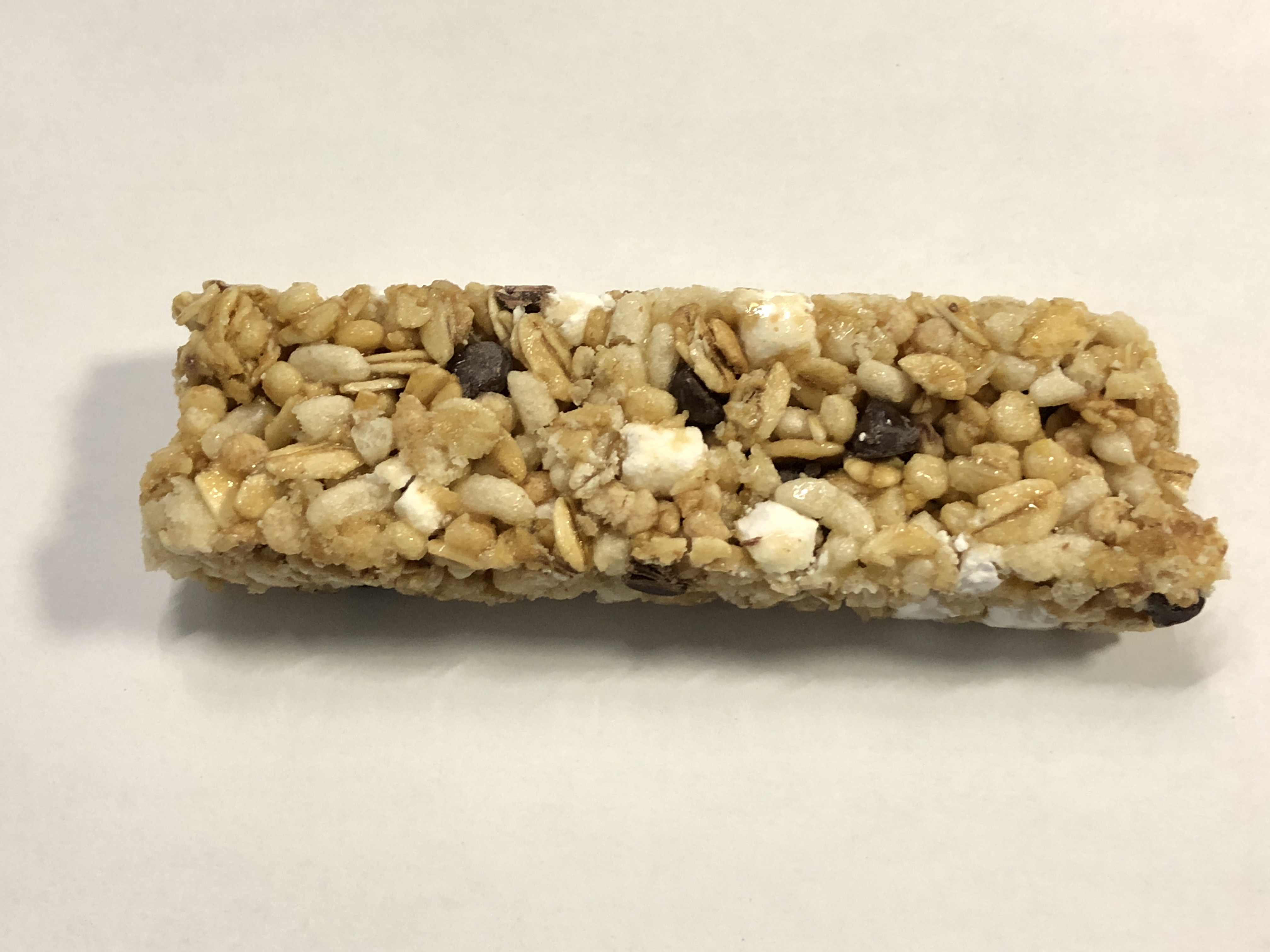
S’Mores Müsliriegel
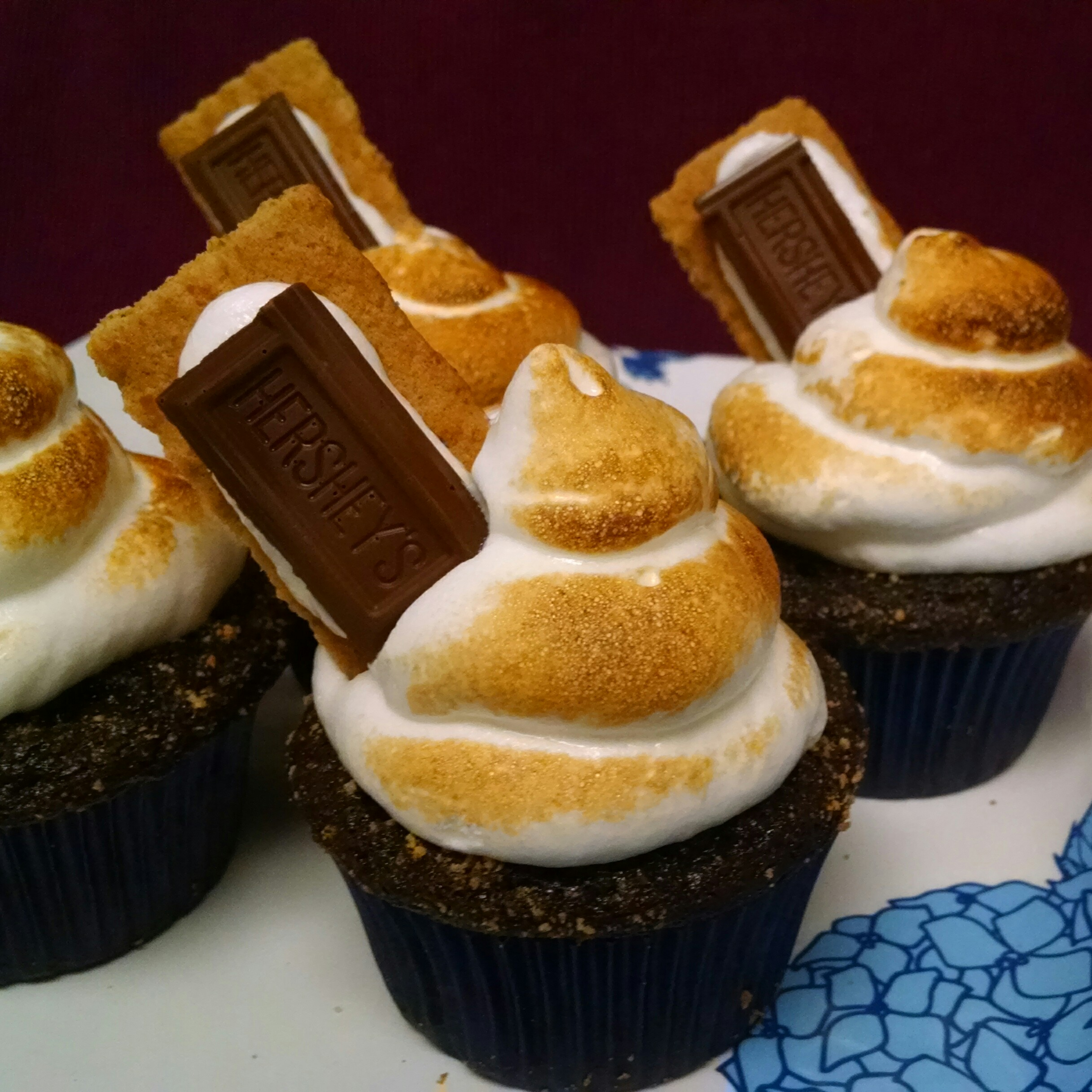
S’Mores Cupcakes